# 앨리슨 스토너
앨리슨 스토너(Alyson Stoner, 1993년 8월 11일 ~ )는 미국의 배우이다.

## 출연 작품
- 미스터 인빈시블 (2016)
- 셀링 이소벨 (2016)
- A-리스트 (2015)
- 후비 (2015)
- 익스페팅 아미쉬 (2014)
- 스텝 업: 올 인 (2014)
- 피니와 퍼브 무비: 2차원을 넘어서 (2011)
- 캠프 락 2: 마지막 콘서트 (2010)
- 쿵푸 마구 (2010)
- 스텝 업 3D (2010)
- 캠프 락 (2008)
- 피니와 퍼브 (2007)
- 앨리스 업사이드 다운 (2007)
- 스텝 업 (2006)
- 잭과 코디, 우리집은 호텔 스위트 룸 (2005)
- 열두 명의 웬수들 2 (2005)
- 가필드 (2004)
- 열두 명의 웬수들 (2003)